# Erhard Jung
Erhard Jung (* 17. August 1902 in Kreuzburg, Oberschlesien; † 26. April 1945 in Berlin-Tempelhof) war ein deutscher Geologe und Hochschullehrer.

## Leben
Jung studierte ab 1922 Landwirtschaft und Chemie in Bonn und an der Schlesischen Friedrich-Wilhelms-Universität, wo er 1923 nach seinem jüngeren Bruder Albrecht († 1994) Mitglied des Corps Marcomannia Breslau wurde. Er schloss das Studium 1926 als Dipl.-Landwirt ab. Seit 1928 war er Assistent an den Universitäten Freiburg und Breslau. 1931 wurde er in Breslau magna cum laude zum Dr. phil. promoviert.
Jung war von 1924 bis 1931 Mitglied im Stahlhelm, Bund der Frontsoldaten. Zum 1. Mai 1932 trat er in die NSDAP ein (Mitgliedsnummer 1.196.995); 1933 wurde er Mitglied der SS (SS-Nummer 226.782). Dort erhielt er 1939 den Rang eines SS-Obersturmführers. Ab 1935 war er a.o. Professor für Geologie und Bodenkunde an der Landwirtschaftlichen Hochschule Hohenheim. 1937 wurde er dort zum persönlichen Ordinarius ernannt. Von 1938 bis 1941 war er Rektor in Hohenheim. An der Universität Hohenheim leitete er die Hochschularbeitsgemeinschaft für Raumforschung. Zum Heer eingezogen, fiel er als Hauptmann in der Endphase des Zweiten Weltkriegs in Berlin. Er hatte das Eiserne Kreuz 1. Klasse erhalten.

## Publikationen
- Physikalisch-chemische Untersuchungen an Braun-Huminsäuren. In: Bodenkunde und Pflanzenernährung. 9. 1938, S. 248–273, doi:10.1002/jpln.19380090121
- Zur Kenntnis der Ton-Humusbindung. In: Bodenkunde und Pflanzenernährung. 32. 1943, S. 325–336, doi:10.1002/jpln.19430320602